# 高松城 (備中國)
高松城是位在備中國高松（岡山縣岡山市北區高松）的一座城。因羽柴秀吉的水攻（備中高松城之戰）而著名。城跡和堰堤跡以「高松城跡 附:水攻築堤跡」被指定為國之史跡。